# 체아드르룬가

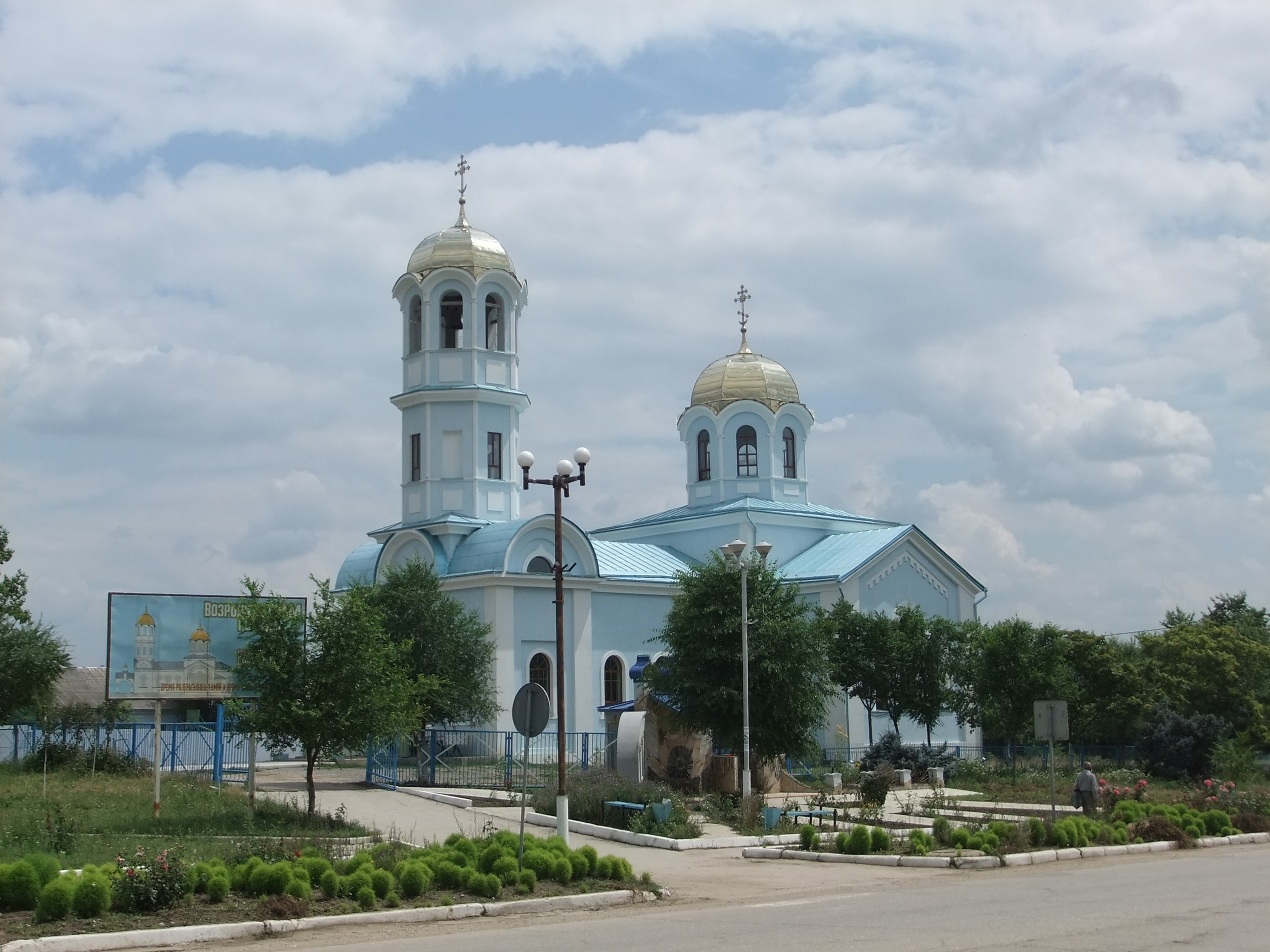
체아드르룬가 카잔의 성모 교회

체아드르룬가(루마니아어: Ceadîr-Lunga)는 몰도바 가가우지아의 도시로 인구는 16,605명(2014년 기준)이다.